# Chenghuangye
Chenguangye, 城隍爺S, letteralmente "signore della muraglia e dei fossati", è una divinità cinese, che governa da sindaco o da prefetto al buon ordine terrestre e infernale della sua circoscrizione, di cui l'estensione può variare da un quartiere a una contea. Vi è dunque una moltitudine di Chenghuangye. Queste divinità occupano il livello più alto dell'insieme dei funzionari territoriali divini, un livello sopra i Tugidong. Esercita anche funzioni giudiziarie.

## Origine
La prima citazione di un "tempio della muraglia e dei fossati" risale ai Tre regni. I culti, così come le rappresentazioni personificate del dio, si sono generalizzati sotto i Tang. A partire da questo periodo i vari Chenghuangye ricevono titoli onorifici dall'amministrazione imperiale, com'è usanza per le divinità cinesi di una certa importanza. Talvolta il titolo distingue l'autorità di una divinità (su una città, un distretto o una contea).
A partire dai Ming, i templi della muraglia e dei fossati furono dichiarati "chiese di stato", internando il parallelo tra i Chenghuangye e i funzionari imperiali in carica delle città e delle contee, che furono da allora obbligati a ringraziare la divinità per il rivestimento di quella carica e per il primo e il quindici di ogni mese.

## Identità
Come tutte le divinità cinesi, i vari Chenghuangye anticamente erano mortali scelti da un gran dio (l'Imperatore di Giada secondo la visione taoista) per la loro condotta esemplare e per i loro talenti. Talvolta sono eroi locali, come Yamuwang, il "Re delle anatre", capo di una rivolta popolare sotto i Qing a Taiwan.
Se non eseguono bene il loro lavoro, possono essere destituiti dal loro incarico dal dio che li ha designati. Ogni dio ha una sua propria festa per un giorno specifico. La festa del Dio a cui è dedicato il tempio più celebre di quel tipo a Taiwan, (il tempio Xiahai a Taipei) cade gli 11 e 12 del quinto mese lunare.

## Aiutanti e Funzioni
Proprio come il funzionario terreno, anche Chenghuangye è responsabile del mantenimento della sicurezza e della prosperità sulla sua circoscrizione, con una forte enfasi sui suoi poteri giudiziari riguardo agli uomini e a fantasmi. Per esercitarli appieno, dispone di assistenti come il "giudice civile" e il "giudice militare", che, posti rispettivamente alla sua sinistra e alla sua destra , si rifanno ai due assistenti detti "di sinistra" e "di destra" dell'epoca imperiale. Il primo tiene nella mano sinistra un documento in cui sono iscritti i fatti e le azioni degli abitanti, il secondo nella sua mano destra un fascio d'arma per eseguire le sentenze.
In quanto giudice e sindaco o prefetto, il dio della muraglia e dei fossati può essere sollecitato a risolvere ogni sorta di problemi riscontrati dagli abitanti. La forma delle richieste imita spesso le pratiche amministrative:
- La collettività prega il dio in caso d'epidemia o di calamità. Individualmente, è possibile chiedere un aiuto per rimediare ad un rio destino o ad un'ingiustizia. In tal caso allora le lamentele vengono scritte e poi bruciate nel tempio. Non bisogna dimenticar di venire a ringraziare se si è stati esauditi. Il dio può rettificare dei bambini nati sotto cattivi auspici o pessima influenza astrale.
- Chenghuangye dispone del potere di punire i malfattori che sono sfuggiti alla giustizia rendendoli malati o inviando loro calamità (punizione Yin). Una persona che si crede ingiustamente sospettata può prestare un giuramento solenne al tempio di fronte ai suoi accusatori, rito accompagnato a volte dal sacrificio da un pollo, che simboleggia la volontà di subire la stessa sorte e in caso di giuramento menzognero. I giudici e dell'amministrazione imperiale a volte sottomettevano gli accusati a questo rito.
- Se il corpo di una persona morta fuori dalla circoscrizione divina deve esserci trasportata dentro, è necessario richiedere alla divinità un lasciapassare. Nel tempio si può procedere ad un trasferimento di soldi infernali in favore dei parenti deceduti, tramite incenerazione di carta moneta.
- Anche se in principio le funzioni del dio presso i defunti al mantenimento dell'ordine negli inferi, capita gli sia attribuito il potere di accelerare le reincarnazioni.

In occasione del suo anniversario, oltre ai giri d'ispezione come fanno tutte le divinità, Chenghuangye fa anche delle ispezioni notturne. Quella del tempio Xiahai a Taipei avviene la sera dell'undici del quinto mese. Coloro che tradizionalmente aprono il corteo tengono in mano delle catene e delle manette, sostituite da un ventaglio e da un fazzoletto bianco durante l'ispezione diurna, per mostrare che gli spiriti malvagi sono stati scacciati e che l'ordine regna.